# Isole dei Ciclopi
Isole dei Ciclopi este o arie protejată (arie specială de conservare — SAC, sit de importanță comunitară — SCI) din Italia întinsă pe o suprafață de 2,54 ha, din care 1 % marine.

## Localizare
Centrul sitului Isole dei Ciclopi este situat la coordonatele 37°33′41″N 15°10′00″E / 37.561359°N 15.166583°E.

## Înființare
Situl Isole dei Ciclopi a fost declarat sit de importanță comunitară în septembrie 1995 pentru a proteja 7 specii de animale. Situl a fost protejat și ca arie specială de conservare în februarie 2020.

## Biodiversitate
Situată în ecoregiunea mediteraneană, aria protejată conține 5 habitate naturale: Salicornia și alte specii anuale care populează regiunile mlăștinoase și nisipoase, Tufărișuri halo-nitrofile (Pegano-Salsoletea), Tufărișuri termo-mediteraneene și de pre-deșert, Pseudostepă cu ierburi și specii anuale de Thero-Brachypodietea, Recifuri.
La baza desemnării sitului se află mai multe specii protejate de  păsări (7): pescăruș albastru (Alcedo atthis), egretă mică (Egretta garzetta), șoim călător (Falco peregrinus), pescăriță mare (Hydroprogne caspia), Larus audouinii, pescăruș-cu-cap-negru (Larus melanocephalus), chiră de mare (Thalasseus sandvicensis)
Pe lângă speciile protejate, pe teritoriul sitului au mai fost identificate 7 specii de plante, 1 specie de păsări, 3 specii de reptile.